# Łypjanka (obwód czerkaski)
Łypjanka (ukr. Лип'янка, hist. pol. Lipianka) – wieś na Ukrainie, w obwodzie czerkaskim, w rejonie zwinogródzkim, siedziba hromady. W 2001 liczyła 1190 mieszkańców, spośród których 1167 wskazało jako ojczysty język ukraiński, 14 rosyjski, 6 mołdawski, 1 białoruski, a 2 ormiański.